# Fuhrmann (Beruf)

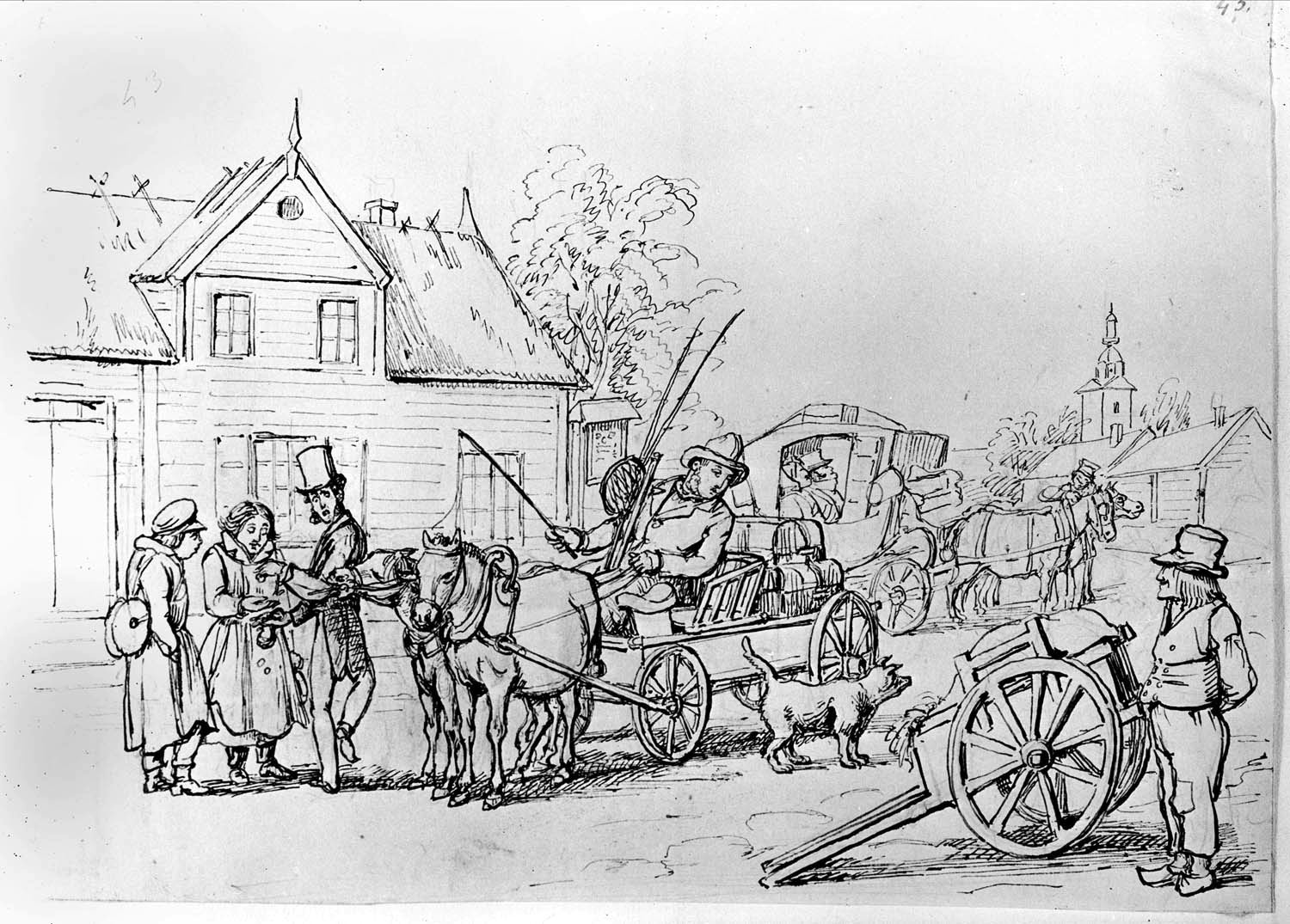
Pferdefuhrwerke in Schweden, etwa Mitte 19. Jahrhundert

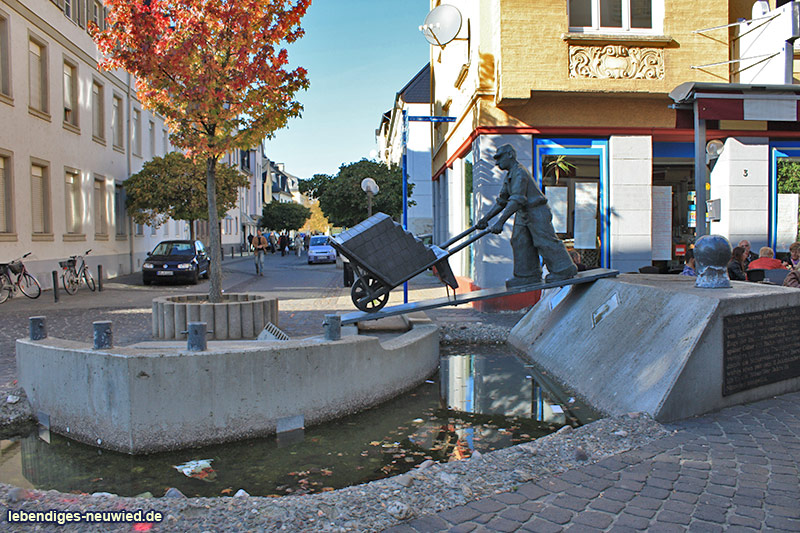
Gesamtansicht Schärjer-Denkmal

Ein Fuhrmann war ein Mann, der neben der warenförmigen Fuhre auch Personen transportierte. Dies geschah mit einem Fuhrwerk, wie einem Pferde- oder Ochsenkarren. Die Fuhrleute, wie sie im Rechtswesen meist genannt wurden, waren als Vertragspartner im Waren- und Personentransport einer Reihe von Gesetzen und Vorschriften unterworfen.

## Geschichte
Während in römischer Zeit vor allem dem staatlich organisierten Cursus publicus eine hochgradig entwickelte Infrastruktur in Form von Straßen, Wechselstationen für die Zugtiere (mutationes) sowie Unterbringungen (mansiones) zur Verfügung standen und darüber hinaus ein klarer Rechtsrahmen geschaffen worden war, war der frühmittelalterliche Fuhrmann eher für große Grundherrschaften tätig, wie etwa Klöster. So besaß das Kloster Prüm in der Eifel ein weiträumiges Netz von Verkehrsverbindungen für den Transport der Erträge aus häufig weit entfernten Gebieten, wie etwa Ostfriesland. Dabei wurde der Transport von Eigenhörigen bewältigt, aber auch durch Inhaber von Benefizien, zu deren Pflichten diese Transporte gehörten. Der typische Hand- und Spanndienst (angaria) bestand in einer halben Wagenlast pro Hufe, wobei dazu vier Zugochsen vonnöten waren.
Als sich im 13. Jahrhundert, ausgehend von Westeuropa, zunehmend die Kummetanspannung durchsetzte, ermöglichte dies den Einsatz von Pferdefuhrwerken mit erheblich höherer Last, die zudem weitere Strecken schneller bewältigen konnten. Dabei war es bei längeren Transporten üblich, Wasser- und Landwege zu nutzen, was allerdings hohe Kosten beim Umladen verursachte. Die Fuhrmänner wurden vielfach von den Organisatoren dieses Transportwesens für die jeweilige Fracht und vor Ort angeheuert, wie etwa entsprechende Briefe im Archiv des toskanischen Kaufmanns Francesco Datini belegen. Im 15. Jahrhundert intensivierten sich zugleich die Bemühungen der komplexeren Staatsorganisationen, eine Art staatlichen Postdienst einzurichten. Dies galt insbesondere für den Transport von hochpreisigen Waren, aber vor allem für die Korrespondenzen zwischen den Händlern. So konnten 1331 die Florentiner Händler in Lyon erreichen, dass alle 12 Tage ein Bote die Stadt mit Rom verband, wofür er 6 bis 8 Tage benötigte. 1442 brauchte ein Bote immerhin noch 5 bis 6 Tage für die Strecke Rom-Florenz. In den alpinen Talgemeinden bestanden geregelte Talgenossenschaften, die ein Monopol für die Beförderung besaßen, die aber auch für den Unterhalt der Straßen und Wege verantwortlich waren. 

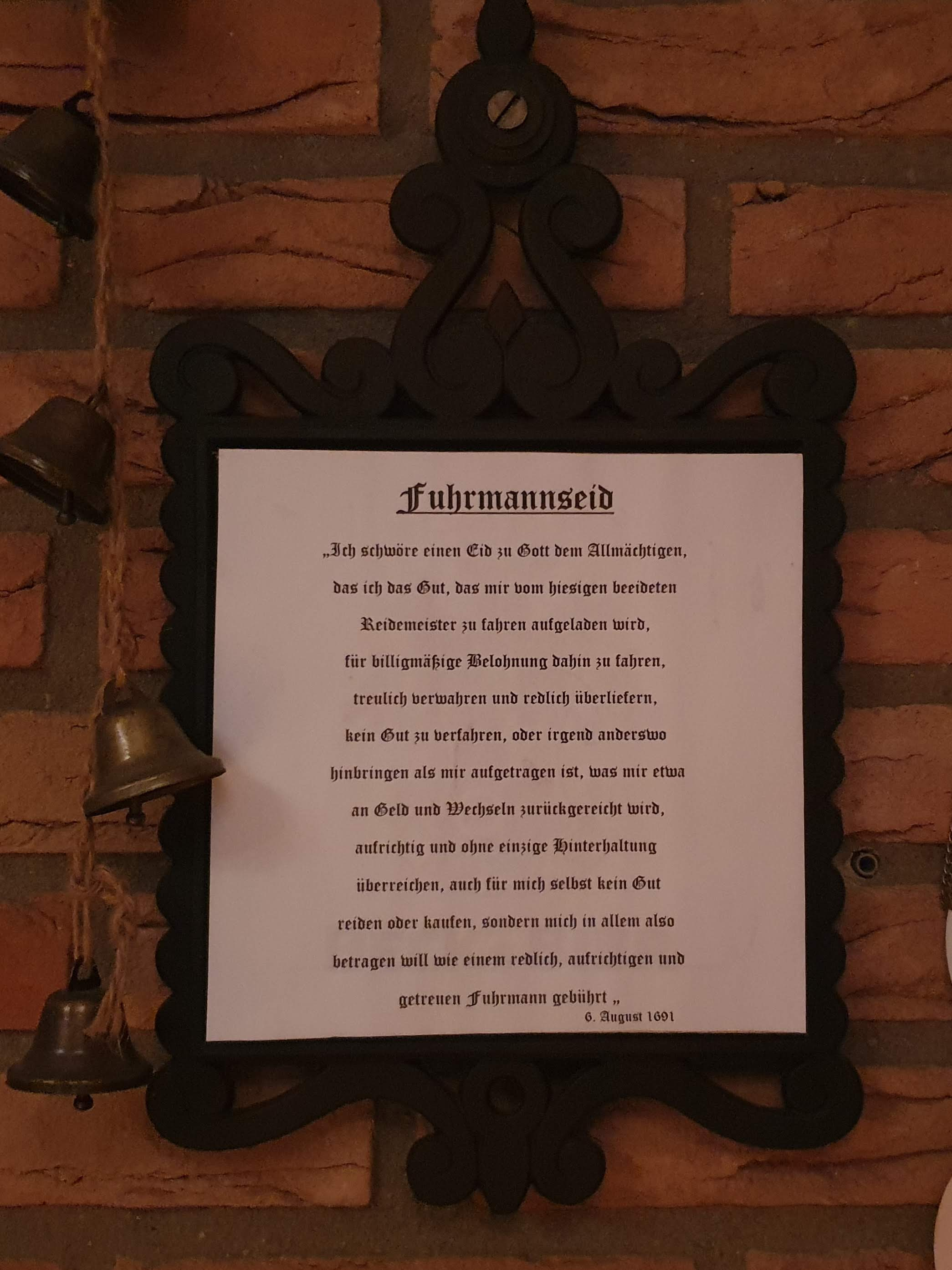
Fuhrmannseid 1691

Da die Fuhrleute, die weder staatlichen noch privaten Monopolverbänden angehörten, einen individuellen Kontrakt mit demjenigen abschlossen, der Waren zu transportieren wünschte, unterlagen sie den Bestimmungen des Vertragsrechts. So waren sie für die Sicherheit und Vollständigkeit der Ware ebenso verantwortlich, wie dafür, sie unbeschädigt am Zielort bei der richtigen Person abzuliefern und sich dies schriftlich bestätigen zu lassen. Kam es zu größeren Beschädigungen der Waren, oder kam diese abhanden, so wurde die Schuld bzw. der Grad der Schuld des Fuhrmanns bemessen, und er gegebenenfalls bestraft. Kam im 18. Jahrhundert ein Passagier zu Tode, und der Fuhrmann trug Schuld daran, so wurde er bestraft, als ob er den Passagier selbst erschlagen hätte. Wurde er jedoch Opfer eines Raubes, so blieb er straffrei, vorausgesetzt, er war nicht selbst Drahtzieher des Überfalls.

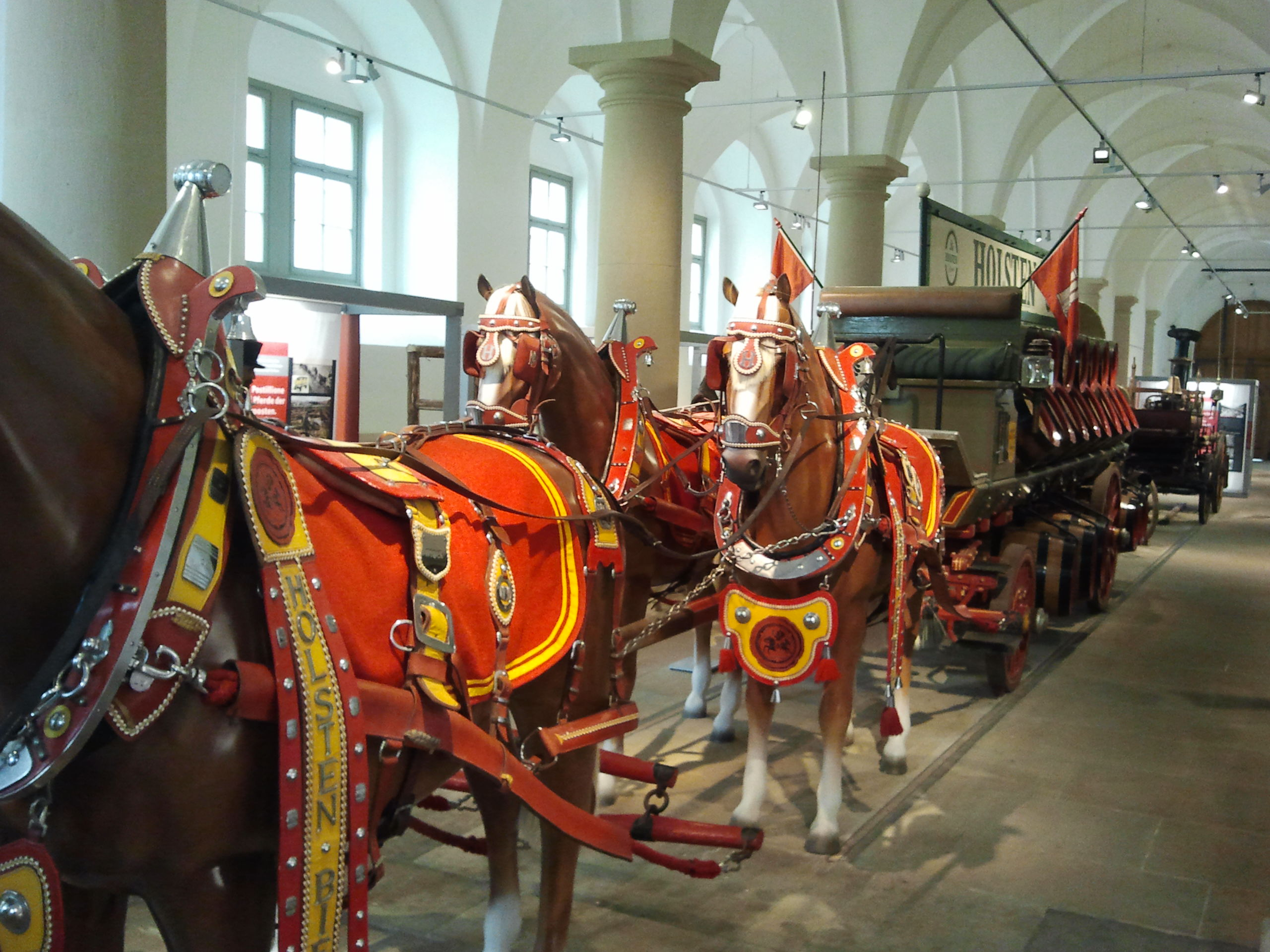
Pferdefuhrwerk im Verkehrsmuseum Dresden

Im Zuge der Verdichtung des Straßenverkehrs entstanden bereits vor 1800 zunehmend Vorschriften, wie sich der Fuhrmann im eigentlichen Wegesverkehr zu verhalten habe. So wurde in Württemberg 1808 festgelegt, dass er einem entgegenkommenden Fuhrwerk in hinreichendem Maße auszuweichen habe, und zwar auf die rechte Straßenseite. Bis 1826 blieb eine Verfehlung gegen diese Vorschrift allerdings straffrei. In der Schweiz wurde 1834 bestimmt, dass jedes Fuhrwerk „dem entgegenkommenden Fuhrwerke zur rechten Hand über die Mitte der Straßenbreite ausweichen“ sollte. Auf Zuruf oder Peitschenknall sollte sich der langsamere Fuhrmann gegenüber dem schnelleren, der zum Überholen ansetzen wollte, verhalten. Außerdem sollte der Fuhrmann bei Schnee ein „Geschälle“ mitführen, „bei ganz finstern Nächten“ ein Licht.
In Köln entstanden immer dichtere Vorschriften gegen das Überladen von Fuhrwerken, wogegen man mit einem Waagenzwang vorging, oder über die Frage der Bremsen, die für die „Kunststraßen“ erforderlich wurden, und die als „Hemmvorrichtung“ bezeichnet wurden.
Im Oberbergischen bestand die Fracht der Fuhrmänner oft aus Schwarzpulver aus den Pulvermühlen. Beim Transport dieser gefährlichen Ladung konnte es zu schweren Unfällen kommen, daher musste jeder Pulverwagen mit einem „P“ gekennzeichnet sein.
Das Wörterbuch der Deutschen Sprache von 1808 setzt Fuhrmänner und Fuhrleute gleich. Ein Fuhrmann ist demnach derjenige, der „das Fahren oder die Lenkung des Zugviehes vor einem Fuhrwerk verrichtet; der Kutscher, wenn das Fuhrwerk eine Kutsche ist.“ Der Terminus des Kärrners ist besonders in Franken und Thüringen verbreitet auch in der Schreibung Kärer, Karrer, Kärcher, die sich von der Karre = Wagen ableiten. In der Umgebung von Neuwied war die Bezeichnung Schärjer für die Männer gebräuchlich, die Rheinschiffe mit Bimssteinen beluden. Dieser Begriff ist von „Schar“, mundartlich für Karre, abgeleitet oder wurde aus dem Französischen (la charette) übernommen. Schärjer wie Kärrner waren ungelernte Arbeiter von geringem Ansehen und unterschieden sich insoweit von den Schrötern, die Zunftangehörige waren. 
Im deutschen Sprachraum steht „Kärrnerarbeit“ als Synonym für eine besonders schwere körperliche Arbeit. Im übertragenen Sinne wird es benutzt, wenn eine Problemlösung besondere Anstrengungen erfordert.

## Zeitgenössische Wahrnehmung
- Dem Kärrner wurde in Neuwied in der Mittelstraße das Schärjer-Denkmal gesetzt. Dargestellt ist ein Schiff, das sich im Wasser befindet, die Planke und die Kaimauer. Der Schärjer belädt gerade das Schiff. Die Skulptur ist so ausgerichtet, dass der Arbeiter Richtung Rhein läuft.
- Frammersbach im Spessart hat den Fuhrmann nach einem Holzschnitt von Jost Amman von 1577 in seinem Wappen, da die Fuhrleute aus diesem Marktflecken an der Wende vom Mittelalter zur Neuzeit mit ihren Wagen bis Antwerpen unterwegs waren.